# Alfaprodina
Alfaprodina è un analgesico narcotico chimicamente simile alla petidina, rispetto alla quale presenta un inizio d'azione più rapido così come una durata d'azione più breve.
La potenza analgesica della molecola è intermedia tra quella della morfina e della petidina. Alfaprodina è uno dei due isomeri della prodina, denominati appunto alfaprodina e betaprodina.
Quest'ultima è circa 5 volte meno potente di alfaprodina, ma è metabolizzata con maggiore rapidità. Solo alfaprodina è stata sviluppata per usi medici.

## Farmacocinetica
A seguito di somministrazione endovenosa di una dose di 0,5 mg/kg, dopo cinque minuti si ottiene una concentrazione plasmatica di 0,8 mg/ml. A distanza di cinque ore dalla infusione, la concentrazione diminuisce a 0,07 mg/ml. L'emivita plasmatica del composto è pari a circa due ore. Il volume di distribuzione è di circa 2 l/kg. La clearance plasmatica è pari a 10 ml/min/kg.

## Usi clinici
Alfaprodina trova indicazione nel trattamento del dolore di intensità moderata e grave, specialmente in ostetricia, nella premedicazione in chirurgia e come analgesico per interventi di chirurgia minore.

## Effetti collaterali e indesiderati
Sono stati riportati diversi effetti avversi associati all'uso della molecola, che occasionalmente può causare depressione respiratoria (anche grave), vertigine, sonnolenza, sudorazione. 
Raramente possono anche verificarsi reazioni di tipo orticarioide, nausea, vomito, agitazione psicomotoria e confusione mentale.

## Controindicazioni
Il composto è controindicato in caso di ipersensibilità nota al principio attivo oppure ad uno qualsiasi degli eccipienti contenuti nella formulazione farmacologica.
Come anche altri analgesici narcotici, alfaprodina dovrebbe essere usata con cautela in pazienti con ipertensione endocranica, marcata depressione del sistema nervoso centrale (SNC), insufficienza epatica,  mixedema, alcoolismo acuto.
Il composto non dovrebbe essere utilizzato in caso di dolore cronico. L'abuso della molecola può comportare assuefazione e dipendenza.

## Interazioni
- Barbiturici, anestetici generali, fenotiazine: la contemporanea somministrazione con alfaprodina può potenziarne l'effetto depressivo sul sistema nervoso centrale.